# Erhard Fappani
Erhard Fappani (* 9. Oktober 1936 in Schwanden; † 22. Februar 1999 in Maur) war ein Schweizer Maler. Sein Bürgerort war Glarus. Er war Mitglied der Gilde Schweizer Bergmaler. Bis 1970 ging Fappani einer beruflichen Tätigkeit als Maschinenbautechniker nach.

## Leben
Er verwendete verschiedene Techniken wie Pastellmalerei, Ölmalerei, Acrylmalerei, Aquarellmalerei und Lithografien. Des Weiteren schuf er auch Plastiken und Reliefs, arbeitete als Fotograf und gestaltete Plakate. Seine Arbeiten stellten oft Berglandschaften dar. Fappani besaß ein Sommeratelier im Calfeisental, in dem auch der Bergmaler Heinz Leuzinger aus Glarus arbeitete.
Im Jahre 2004 wurden mehrere Werke aus dem Erbe von Erhard und Rosemarie Fappani durch die Ortsgemeinde Vättis und die dazugehörige politische Gemeinde Pfäfers gekauft. Eine Fappani-Kommission organisiert gelegentliche Ausstellungen.
Fappani war neben seiner künstlerischen Tätigkeit auch Bergsteiger. Nach einem Bergunfall im Jahr 1960 war er gelähmt und auf einen Rollstuhl angewiesen.